# Szürke daliáscincér
A szürke daliáscincér (Acanthocinus griseus) a cincérfélék családjába tartozó, Eurázsiában honos, fenyőfákon élő bogárfaj. 

## Megjelenése
A szürke daliáscincér testhossza 9-11 mm. Feje a többi cincérhez hasonlóan a test tengelyére merőlegesen, lefelé mutat. Teste barna vagy barnásfekete, sűrű szürke szőrözet fedi. Szárnyfedőin fekete vagy sötétbarna foltok láthatók, amelyek a szárnyfedők tövén és a közepe mögött harántszalagba tömörülnek. Fekete szőrpamacsok nincsenek rajta. Az előháton keresztben elhelyezkedő sárga foltok találhatók, oldalain egy-egy kis tüske áll ki belőle. A lábfejízek töve szürkén szőrös, a végük fekete. A nőstény gyűrűzött csápja másfélszer, a hímé legalább kétszer hosszabb a testnél. A nőstény potrohának végén jól látható tojócsöve. 

## Elterjedése és életmódja
Eurázsiában honos, az Ibériai-félszigettől egészen Japánig. Magyarországon ritka, szórványosan fordul elő (pl. Sopron, Magyaróvár, Siófok, Budapest, Berhida, Kelebia környéke); a Kárpátokban viszonylag gyakori.  
Lárvája különböző fenyőfajok (főleg luc-, de erdei- és feketefenyő is) meggyengült, nemrég kidőlt vagy kivágott törzsében, ágaiban él; fának valamennyire még nedvesnek kell lennie. A lárva a kéreg alatt rágja lapos járatait, amelyet törmelékkel tölt meg. Egy vagy két éves fejlődést követően 1-1,5 cm mélyen (ritkán közvetlenül a kéreg alatt vagy akár a vastag kéregben) bábkamrát készít. Ennek bejáratát akár 6 mm-es forgácsokkal torlaszolja el. Az imágó május-augusztusban rajzik. Alkonyatkor és éjszaka aktív, a mesterséges fény vonzza. A nappalt a fatörzsek oldalán, ágakon, a kéreghez simulva tölti.

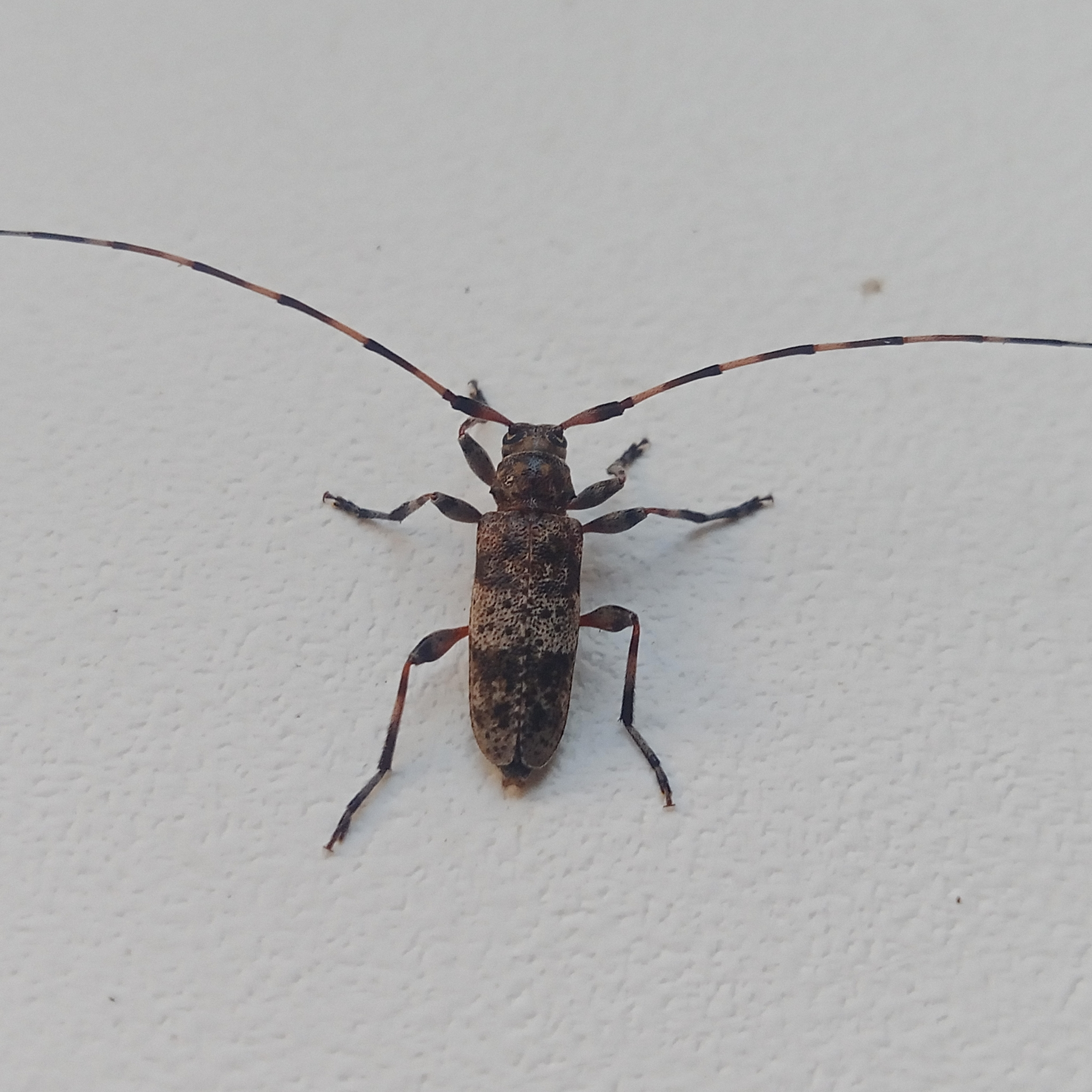
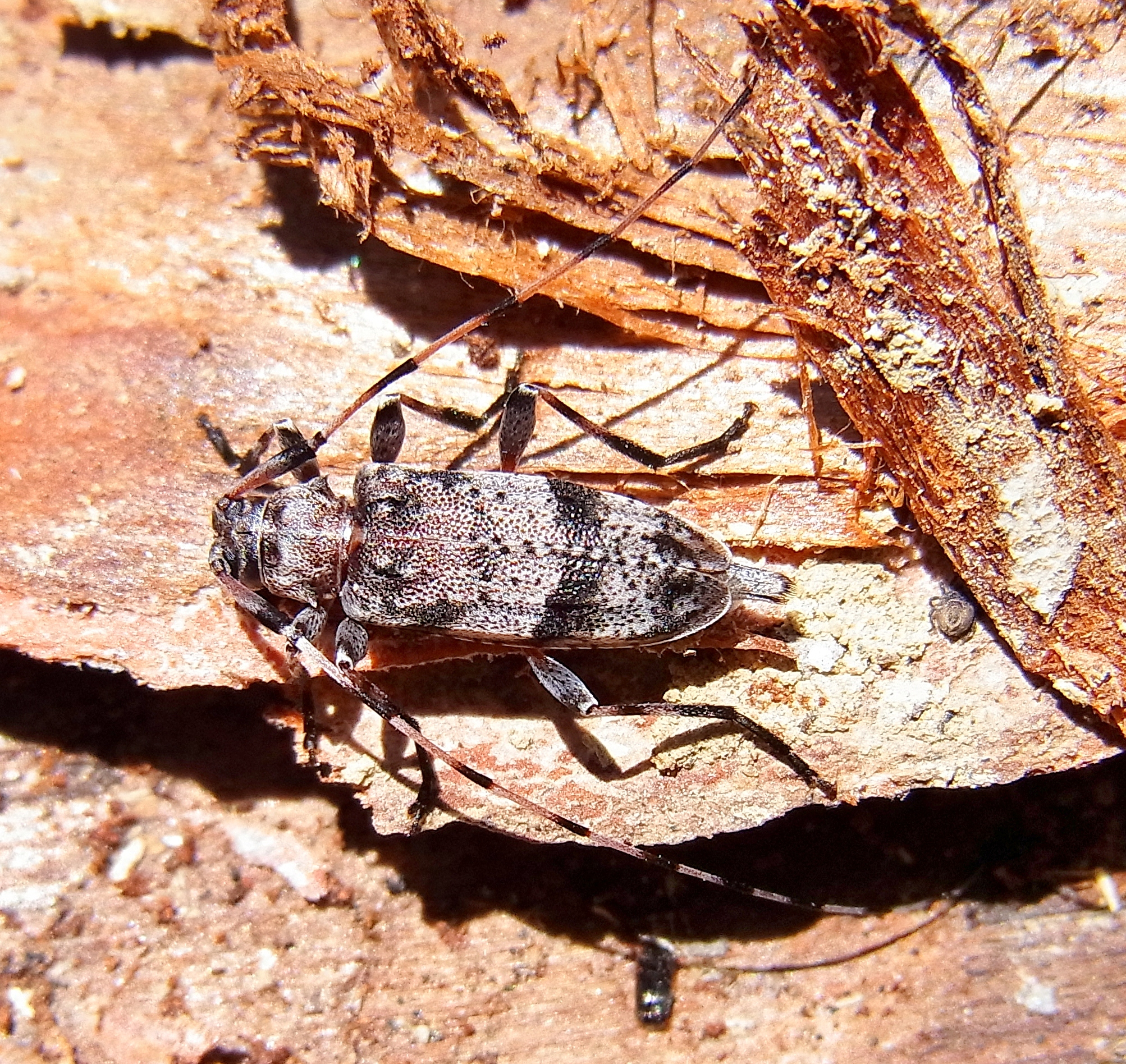
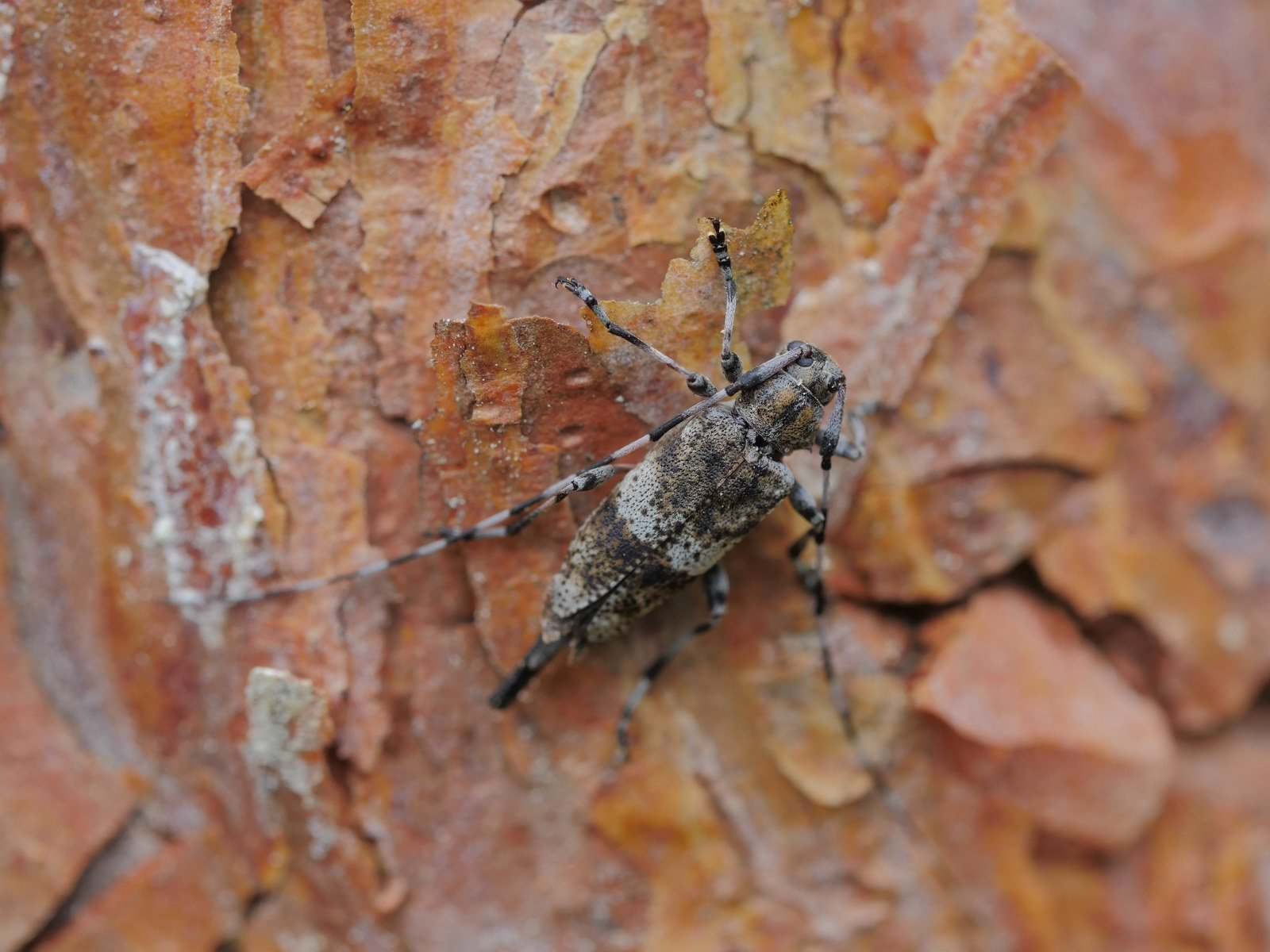
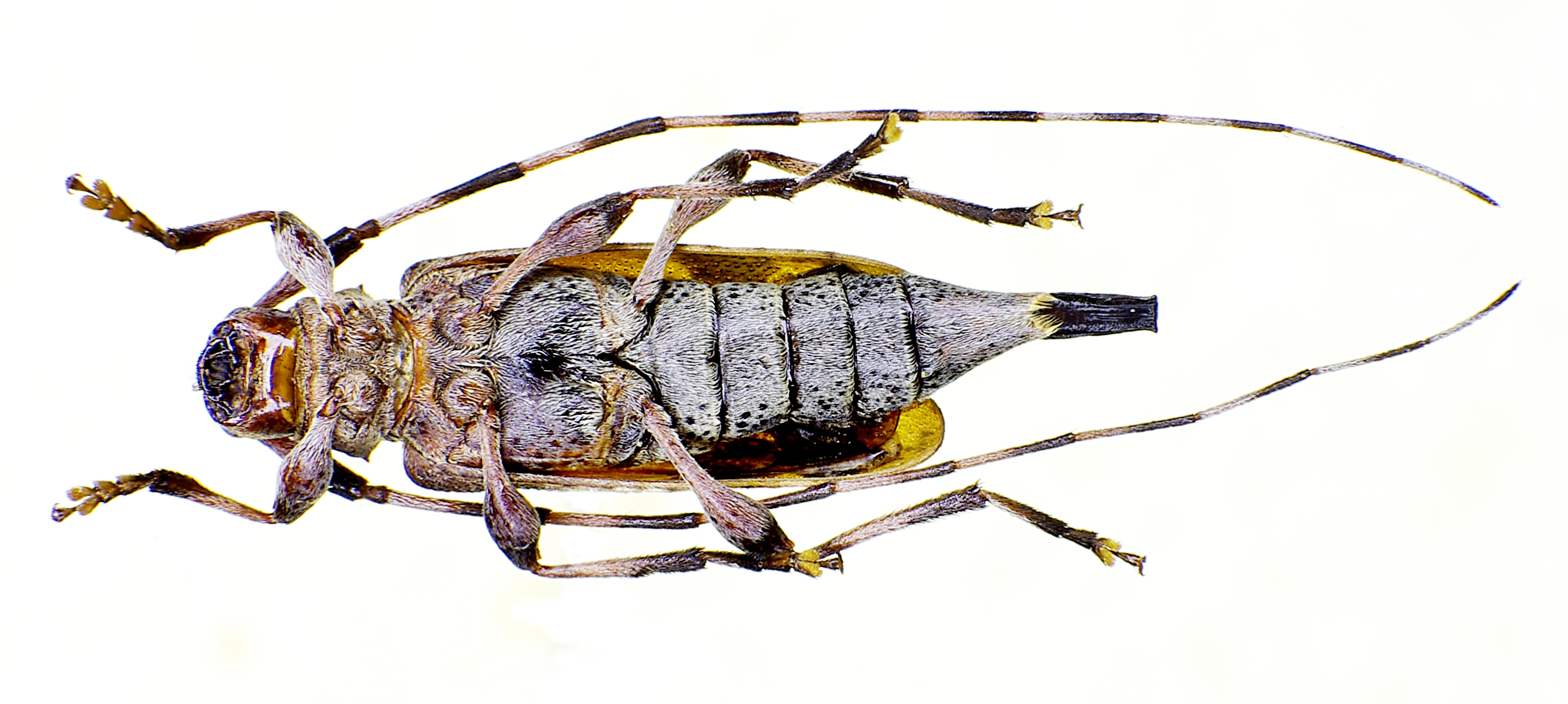
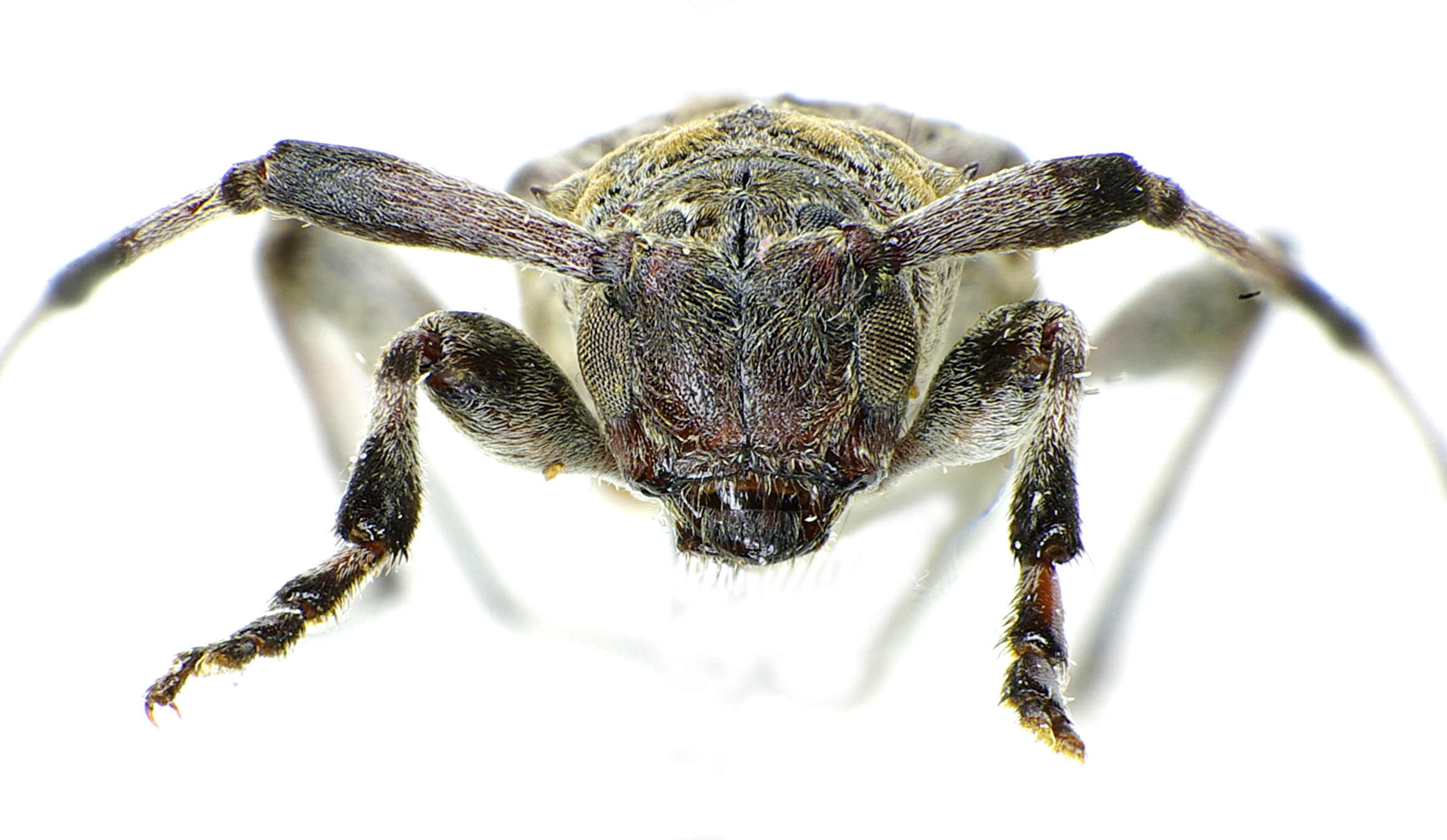

Magyarországon nem védett.